# James Butler, III conde de Ormond
James Butler, III conde de Ormond (c. 1359 – 7 de septiembre de 1405), fue miembro de la nobleza irlandesa. Asumió al título en 1382 y construyó el castillo de Gowran tres años más tarde en 1385 cerca del centro de Gowran, haciéndolo su residencia habitual, de donde proviene su epíteto, El Conde de Gowran. James murió en Gowran Castle en 1405 y fue enterrado en la Colegiata de Santa María de Gowran junto con su padre James Butler, II conde de Ormond, su abuelo James Butler, I conde de Ormond y su tatarabuelo Edmund Butler, conde de Carrick y 6.º Jefe Butler de Irlanda. James el II conde fue llamado habitualmente el Conde Noble, siendo bisnieto, a través de su madre, Elizabeth Darcy,  de Eduardo I de Inglaterra.

## Carrera
En 1391 compró el castillo de Kilkenny a la familia Despencer. También construyó el castillo de Dunfert (también llamado Danefort) y en 1386 fundó un monasterio de minorías en Aylesbury en Buckinghamshire.
En 1384 era ayudante de Sir Philip Courtenay, el entonces Lord Teniente de Irlanda, sobrino del Arzobispo de Canterbury, William Courtenay. Los dos hombres permanecieron unidos durante un tiempo en oposición a Robert Wikeford, el Lord Canciller de Irlanda, molesto por el poder y la influencia de los Butler. El título de Butler era Gobernador de Irlanda.  Un altercado les enfrentó por un desacuerdo entre el Arzobispo de Canterbury y Ricardo II, en el que Butler apoyó al rey. Tras ello estalló una insurrección, que obligó a Ricardo II a enviar una expedición a Irlanda liderada por su favorito Robert de Vere, duque de Irlanda. Esta empresa fue dirigida por Sir John Stanley que estuvo acompañado por el Obispo Alexander de Balscot de Meath y Sir Robert Crull. Butler se les unió a su llegada en Irlanda. El resultado de su éxito fue el nombramiento de Stanley como Lord Teniente de Irlanda, el del Obispo Alexander como canciller, el de Crull como tesorero, y el de Butler otra vez como gobernador. El 25 de julio de 1392, fue nombrado Lord Justicia de Irlanda, cargo que repetiría en 1401. Tras la partida de Sir Stephen Scrope a Inglaterra el 26 de octubre de 1404, por comisión, datada en Carlow, 12 de febrero de 1388-9, fue nombrado mantenedor de paz y gobernador de los condados de Kilkenny y Tipperary. Fue investido con plenos poderes para tratar con, ejecutar, proteger, y dar salvo conducto a rebeldes, etc. En 1397 asistió a Edmund Mortimer, III conde de March, Lord Teniente de Irlanda, contra O Brien, y en 1390 tomó prisionero a Teige O Carrol, Príncipe de Elye.

## Matrimonio y descendencia
En algún momento antes del 17 de junio de 1386, se casó con Anne Welles, hija de John de Welles, Barón Welles con su cónyuge Maud (de Roos). Anne Welles murió el 13 de noviembre de 1397, en torno a los 37 años. Tuvieron cinco hijos:
- James Butler, IV conde de Ormond (1392–1452), casado en primer lugar con Joan de Beauchamp, hija de William Beauchamp, Barón Bergavenny y Lady Joan FitzAlan. Case segundamente, con Lady Joan, viuda de Jenico Grey, e hija y heredera de Gerald Fitzgerald, V conde de Kildare.
- Sir Richard Butler de Polestown, condado Kilkenny, (nacido c.1396). Su padrino fue Ricardo II de Inglaterra. Casó con Catherine, hija de Gildas O'Reilly de Cavar, Lord de East Breffny.
- Anne Butler, casada con John Wogan.
- Sir Philip Butler, casada con Elizabeth, hija de Sir John Cockayne, Barón Jefe del Exchequer, con Ida de Grey. Antepasado de los Barones Boteler de Brantfield.[7][8][9]
- Sir Ralph Butler, casado con Margaret de Berwick.

En 1399 el Conde se casó con Katherine Fitzgerald de Desmond. Tuvieron cuatro niños:
- James "Gallda" Butler,
- Edmund Butler
- Gerald Butler
- Theobald Butler

Con una amante desconocida tuvo al menos un hijo ilegítimo, Thomas Le Boteller (muerto 1420) aka Thomas Bacach (el cojo). Thomas se unió al orden de Caballeros Hospitalarios. Fue Lord Diputado de Irlanda y Prior de Kilmainham. Se distinguió como soldado y dirigió una fuerza irlandesa de 700 hombres en el Asedio de Rouen en 1419.